# Aiódia
Aiódia e Ajódia (Ayodhya) é uma cidade no estado indiano de Uttar Pradesh. É a sede administrativa do distrito de Ayodhya, bem como da divisão Ayodhya de Uttar Pradesh, Índia.
Ayodhya era historicamente conhecida como Saketa. Os primeiros textos canônicos budistas e jainistas mencionam que os líderes religiosos Gautama Buda e Mahavira visitaram e viveram na cidade. Os textos jainistas também o descrevem como o local de nascimento de cinco tirthankaras, a saber, Rishabhanatha, Ajitanatha, Abhinandananatha, Sumatinatha e Anantanatha, e o associam ao lendário Bharata Chakravarti. A partir do período Gupta, várias fontes mencionam Ayodhya e Saketa como o nome da mesma cidade.

A lendária cidade de Ayodhya, popularmente identificada como a atual Ayodhya, é identificada no épico Ramayana e suas muitas versões como o local de nascimento da divindade hindu Rama de Kosala e, portanto, é considerada como o primeiro dos sete locais de peregrinação mais importantes para os hindus. A disputa Ayodhya foi centrada na mesquita Babri, construída entre 1528 e 29 sob o imperador mogol Babur e que teria substituído um templo que ficava no local de nascimento de Rama. Em 1992, uma multidão hindu demoliu a mesquita, provocando tumultos em todo o país. Em 2019, a Suprema Corte da Índia decidiu que a terra pertencia ao governo por registros fiscais e ordenou que fosse entregue a um fundo fiduciário para construir um templo hindu. Também ordenou que o governo desse uma alternativa de 2,0 hectares (5 acres) de terra ao Conselho Central de Waqf sunita de Uttar Pradesh para construir outra mesquita em Dhannipur. A construção de Ram Mandir começou em agosto de 2020 e o templo foi consagrado com a divindade de Balak Ram em 22 de janeiro de 2024.